# Das Jüdel
Das Jüdel ist eine mittelhochdeutsche Legende, die 458 Reimpaarverse umfasst. Sie entstand um 1200 im bairisch-ostschwäbischen Raum durch einen anonymen Autor. Die Dichtung ist eines der ersten Marienmirakel in deutscher Sprache und handelt von einem jüdischen Kind, das sich trotz des Widerwillens seiner Glaubensgenossen dem Christentum zuwendet.

## Autor
Der Verfasser von Das Jüdel ist nicht namentlich bekannt. Dennoch wurden in der Forschung einige Informationen zu ihm herausgearbeitet: Festzuhalten ist, dass er vermutlich von Konrad von Fußesbrunnen beeinflusst ist und in stilistischer Hinsicht dem 12. Jh. nahe steht. Die von Robert Sprenger im Jahr 1882 aufgestellte These, dass es sich beim Verfasser des Jüdel um den Dichter Konrad von Heimesfurt gehandelt habe, wurde bereits 1883 von Elias von Steinmeyer entkräftet. Die Beziehungen zwischen dem Jüdel-Verfasser und Konrad von Heimesfurt sind lediglich auf das Formelhafte beschränkt.

## Werk

### Überlieferung
Das Jüdel ist in drei Textzeugen überliefert. Die einzige vollständige Überlieferung (W) stammt von ca. 1300 und befindet sich in Wien (Cod. 2696, 35ra–38ra; Wien, Österreichische Nationalbibliothek).
Als einander zum Teil überlappende Fragmente überliefert ist Das Jüdel in zwei Handschriften: Das erste Fragment (B) befindet sich heute in der Staatsbibliothek zu Berlin (Hdschr. 397; früher: Weitramsdorf, Schloss Tambach, Ortenburgische Bibliothek). Das zweite Fragment (S) befindet sich in der Stiftsbibliothek in Seitenstetten. Beide Fragmente stammen aus dem 14. Jh. Die Fragmente des Jüdel lassen außerdem auf eine Vorlage schließen, die sich durch unabgesetzte Verse sowie graphische Formen auszeichnet, die für Handschriften aus dem 12. Jh. typisch sind und im 13. Jh. allgemein nicht mehr gebräuchlich sind.

### Aufbau und Form
Das Jüdel besteht aus 458 Versen. Der Erzählung ist eine Überschrift vorangestellt, in welcher der Name des Werkes explizit genannt wird: „Daz bůch heizzet das Júdel“. Der erste Teil des Textes besteht aus einem Marienlob (V. 1-14). Daran anschließend bittet der Verfasser Maria, ihren Sohn sowie Gott um Beistand für seine Dichtung (V. 15-23). Er erklärt, dass er von der Gnade erzählen will, die Maria einem Menschen erwiesen habe, welcher sie nie um Hilfe gebeten habe (V. 24-27). Damit setzt die Erzählung über das Jüdel ein, die den größten Teil des Textes ausmacht (V. 28-455). Die letzten 3 Verse enthalten eine Lehre bzw. ein Epimythion mit der Aufforderung zum Mariendienst (V. 456-458), der Verfasser bedient sich hier geläufiger formaler und inhaltlicher Mittel der Mirakelerzählung. Die Erzählung endet schließlich mit einem Amen. Dadurch, dass Marienpreis und die Aufforderung zum Mariendienst am Beginn und am Ende der Legende stehen, wird ein durch die Gottesmutter Maria konstituierter Rahmen geschaffen. Dieser unterstützt das Ziel des Verfassers, den Rezipienten zur Marienverehrung hinzuführen. Mit Ausnahme der ersten vier Verse (V. 1-4), die im Kreuzreim gehalten sind, ist die Legende in Paarreimen abgefasst.

### Inhalt
Das Jüdel ist ein Kind jüdischen Glaubens, das eine christliche Schule besucht. Aufgrund des Vermögens seines Vaters, von dem der Lehrer wie auch die anderen Kinder profitieren, sind diese dem Judenkind sehr gewogen. Als sich das Jüdel und seine Mitschüler eines Tages auf dem Schulweg befinden, bleiben sie an einer Kapelle stehen. Dort steht eine Statue, die die Gottesmutter Maria darstellt. Das Jüdel fragt die betenden Kinder, was sie dort täten. Daraufhin lernt es von ihnen, Maria zu verehren.
Das Jüdel, das von nun an selbst immer bei der Kapelle stehen bleibt und betet, sieht eines Tages, dass Staub und Spinnweben an der Statue haften. Mit seiner schönen Kleidung wischt es den Schmutz beiseite und rügt das Tier, das für die Verunreinigung verantwortlich ist. So erweist das Jüdel Maria mit dem Entfernen des Schmutzes einen Dienst, der von ihr nicht vergessen wird.
Das Jüdel geht schließlich in die Kirche und wohnt der heiligen Messe bei. Das Jesuskind erscheint dem Jüdel dort am Altar. Es beobachtet, wie der Priester dem Jesuskind Fleischstücke aus dem Körper bricht und den Leuten in den Mund legt. Das Jüdel stellt fest, dass das Jesuskind nicht so wirkt, als würde es leiden. Im Gegenteil: Es sieht sogar gesund und stark aus. Daraufhin wünscht das Jüdel sich auch, einen Teil der Speise zu empfangen, und mischt sich unter die Menge. Nachdem es die heilige Speise erhalten hat, kehrt es schließlich wieder zum Vater zurück. Dieser ist zornig, da er glaubt, das Jüdel würde noch fasten, wo die anderen Juden schon gegessen haben. Das Jüdel klärt ihn darüber auf, was passiert ist, und der Vater fesselt das Kind. Dann lässt er nach seinen Verwandten schicken, um zu beraten, was als Nächstes geschehen sollte. Da das Jüdel keine Reue ob des vom Vater und den anderen Juden als Vergehen empfundenen Verhaltens zeigt, beschließt man, es zu töten. Man befürchtet, dass die Christen das Jüdel unterstützen würden, wenn sie von der Angelegenheit erführen. Man beauftragt den Vater damit, die Tötung durchzuführen, doch dieser leidet darunter so sehr, dass er sich selbst verletzt, Suizid begehen will und schließlich ohnmächtig wird. Obwohl er wieder erwacht, ist der Vater des Jüdels nicht fähig, die Bestrafung seines Kindes durchzuführen. Daher beheizen die Juden einen Backofen und werfen das Kind hinein.
Während sich das Jüdel im Backofen befindet, erscheint ihm die Gottesmutter Maria. Sie erklärt ihm, dass sie nicht vergessen habe, dass es das Jüdel war, das den Staub von der Statue gewischt hat. Sie ist nun bereit, das Kind vor dem Tod zu retten, da es ihr zuvor bereits einen Dienst erwiesen hat. Außerdem rät sie dem Jüdel, sich taufen zu lassen, und verspricht, dass es dies nicht bereuen würde. Das Jüdel freut sich darüber und verspricht, der Aufforderung der Gottesmutter zu folgen.
Als man dem Vater berichtet, dass sein Kind überlebt hat, machen er und die anderen Juden sich nun auf dem Weg zum Backofen. Dort angekommen fragt der Vater das Jüdel, wie es überleben konnte. Das Jüdel erzählt, dass die Gottesmutter es gerettet habe. Es erklärt außerdem, dass der Vater die Gottesmutter auch sehen könne, wenn er sich taufen ließe. Obwohl der Vater einer Taufe zustimmt, weigert sich das Jüdel, den Backofen wieder zu verlassen. Es fürchtet, dass der Vater es bestrafen könnte, und lässt deshalb nach den Christen schicken. Diese machen sich auf den Weg, als sie von der Begebenheit hören. Der Bischof hebt das Jüdel schließlich aus dem Backofen und dankt Gott. Die anwesenden Juden erkennen ihr Vergehen und beginnen zu weinen. Die Christen weinen ebenfalls, aber vor Freude. Der Bischof lässt schließlich die Becken für die Taufe vorbereiten und beschließt, dass sich alle taufen lassen können, die dies möchten. Nun wird nicht nur das Jüdel getauft, auch die anderen Juden werden bekehrt.

### Vorlagen und weiteres Wirken
Der Stoff vom Jüdel hat viele Bearbeitungen erfahren. Alleine für das Mittelalter sind Versionen in sieben verschiedenen Sprachen bezeugt, darunter lateinische, griechische und französische, die zeitlich bereits vor der einzigen vollständigen mittelhochdeutschen Jüdel-Überlieferung um 1300 anzusiedeln sind. Die Geschichte des Jüdels war für das Mittelalter also überaus populär.
Eine der bekanntesten Bearbeitungen des Stoffes stellt die Legende von Gregor von Tours aus dem 6. Jahrhundert dar. Sie findet sich in seinem Sammelwerk De gloria martyrum und dürfte gemeinsam mit der ältesten griechischen Version von Euagrius Scholasticus bedeutend für die Verbreitung im Hochmittelalter gewesen sein. Zusätzlich zu den fremdsprachigen Versionen des Stoffes, auf denen Das Jüdel fußt, ist ein frühmittelhochdeutsches Prosafragment in einer alemannischen Handschrift aus der Mitte des 12. Jh. bezeugt.
Das Jüdel selbst war die Vorlage für die Legende Der Judenknabe in der Legendensammlung Altes Passional.

### Schwerpunkte

#### Der Mariendienst und das Marienwunder
Der Zweck von Marienmirakeln war es, die Verehrung Marias zu fördern, indem die Macht, die Liebe und die Güte Marias herausgestellt wurden. Um diese Eigenschaften anschaulich zu demonstrieren, standen deshalb das Wunder bzw. der Mensch, der dieses erlebt, im Zentrum solcher Mirakelerzählungen. Im Jüdel geht diesem Wunder das Entfernen des Schmutzes von der Statue voraus:
| Eines tages wart ez gewar, do ez seines gebetes phlac, (90) daz stoub uof dem bilde lac. Ein spinnen weppe ez da vant. Do nam ez schonez gewant unt wischet ez harte leise unt sprach: „wurm, unt wærstu weise, (95) du richtest dein werch ander swa. Ez en chumt dir nicht zemazzen da unt west ich, wa ich dich funde, du musest an dirre stunde arnen dise missetat. (100) Dune wæist nicht, wie ez um die frouwen stat.“ | Eines Tages fiel ihm auf, als es bei seinem Gebet war, (90) dass sich auf der Statue Staub befand; eine Spinnwebe bedeckte es. Da verwendete es seine schöne Kleidung und wischte diesen ganz vorsichtig ab, während es sagte: „Tierchen, wenn du verständig wärest, (95) dann würdest du deine Arbeit woanders verrichten. Hier steht sie dir nicht gut an, und wüsste ich, wo ich dich entdecken kann, du hättest auf der Stelle für diese Verfehlung zu büßen – (100) dir ist nicht klar, was es mit unserer Jungfrau auf sich hat.“ |

Bemerkenswert ist, dass sich das Jüdel nicht scheut, seine schöne Kleidung zu verwenden, um die Statue vom Staub zu befreien. Außerdem entfernt es diesen ganz vorsichtig. Die Spinne, die für die Spinnwebe verantwortlich ist, wird vom Jüdel direkt angesprochen und aufgrund ihrer nicht sehr ehrbietigen Haltung gegenüber der Gottesmutter gerügt: Wenn das Tierchen Bescheid über Maria wüsste, würde es seine Netze an einem anderen Ort weben. Das Jüdel zeichnet sich in seiner Ansprache an das Tierchen einerseits durch kindlichen Eifer aus, andererseits geht daraus hervor, dass das Tierchen aufgrund seiner Unwissenheit dem Menschen unterlegen sei. Die Ansprache an das Tierchen kann dahingehend interpretiert werden, dass das Jüdel hier eigentlich eine Aussage über die eigenen Glaubensgenossen, die Juden, tätigt. Diese verehren die Gottesmutter genauso wie das Tierchen nicht und seien daher ebenfalls nicht „weise“ – also verständig.
Durch seine Tat erweist das Jüdel Maria einen Dienst. Das bedeutet, dass das Jüdel und Maria in einem Dienst-Lohn-Verhältnis stehen – dieses Verhältnis ist in den volkssprachigen Mirakelerzählungen aus dem 13. und 14. Jh. bestimmend für den Schutz bzw. die Hilfe durch Maria. Nachdem das Jüdel von den Juden in den Backofen geworfen worden ist, erscheint ihm Maria, um es vor den Auswirkungen des Feuers zu bewahren:
| Diu gesegent ob allen weiben lie sich da schæimberlichen sehen unt lie dem chinde nicht geschehen, daz im læit wære. (300) Si sprach wis ane swære: „Dir ist mein helfe beræit, du dientest mir in deiner chinthæit. Ich gedenche wol, daz du ez bist, der den stoup unt den mist (305) vurbte von des bildes wæte, daz vor meiner chapelle stat. Nu schæinet vil wol an dir: Der meinen sun oder mir je dehæin dinest enbot, (310) daz des ze dehæiner not unser helfe vergaz.“ | Die vor allen Frauen Gesegnete ließ sich da gestalthaft erblicken und dem Kind nichts widerfahren, was für es schmerzhaft wäre. (300) Sie sagte: „Sei unverzagt! Mit meiner Hilfe stehe ich bei – als Kind hast du mir gedient. Ich erinnere mich gut, dass du es warst, der den Staub und Schmutz (305) vom Gewand der Statue wischte, die vor meiner Kapelle steht. Jetzt wird an dir deutlich sichtbar: Wer meinem Sohn oder mir jemals zu Diensten war, (310) auf den haben wir mit unserer Hilfe in keiner Notlage vergessen.“ |

Das im Jüdel verhandelte Wunder besteht darin, dass das Kind im Backofen überleben kann – dies ist gleichzeitig die Belohnung für den zuvor verrichteten Mariendienst. Wie an der Textstelle deutlich wird, hat Maria den Dienst des Jüdels nicht vergessen. Die Gottesmutter hilft demjenigen, der in eine prekäre Situation geraten ist, wenn derjenige ihrem Sohn oder ihr selbst jemals einen Dienst erwiesen hat.
Dieselbe Botschaft wird vom Verfasser erneut aufgegriffen, und in den letzten drei Versen (V. 456-458) der Legende richtet er eine Aufforderung an den Rezipienten des Jüdel:
| Nu soumt iuch an ir dienst nicht, diu eines so chleinen niht vergaz. Entlæihet ir, weizgot, si giltet iu baz. | Verabsäumt jetzt nicht, derjenigen einen Dienst zu erweisen, die einen so bescheidenen nicht vergessen hatte! Gebt ihr etwas, und, bei Gott, sie erstattet es euch vielfach zurück! |

Da Mirakelerzählungen ein großes Maß an Allgemeingültigkeit aufweisen, ist dem Rezipienten die sympathetische Identifikation mit dem schwachen und menschlichen Protagonisten möglich, so auch im Jüdel: Am Beispiel von Maria und dem jüdischen Kind, das vor dem Feuertod gerettet wird, kann der Rezipient belehrt werden und Zuversicht für seinen weiteren Lebensweg gewinnen. Das Jüdel erzählt also nicht nur die Geschichte von Mariendienst, Lohn und Bekehrung bzw. Konversion der Juden zum Christentum, sondern gibt dem Rezipienten eine auf das eigene Verhalten anwendbare Botschaft mit auf den Weg.
Dadurch, dass das von der Gottesmutter erwirkte Wunder die Juden davon überzeugt, sich dem Christentum zuzuwenden, können außerdem der Glauben an Maria und ihre Kraft bei den christlichen Rezipienten erhöht werden.

#### Antijudaistische Stereotype
Der Verfasser des Jüdel bedient sich einiger gängiger antijudaistischer Stereotype, die unter anderem dazu dienen sollen, die moralische Überlegenheit des Christentums herauszustellen. Eines dieser Stereotype ist der Reichtum der Juden: So lässt der Vater des Jüdels dem Lehrer der Christenschule materielle Gaben zukommen. Und da das Jüdel seinen Mitschülern Geschenke gibt, sind sie ihm so sehr gewogen, dass ihnen ein Christenkind nicht lieber sein könnte. Außerdem wird gegen Ende der Legende auf den jüdischen Wucher angespielt, wenn es heißt, dass das Wort Gottes den zum Christentum bekehrten Juden nun ein wertvollerer Schatz sei als Gold oder Edelsteine.
Als das Jüdel an der Messe teilnimmt und den Leib Christi empfängt, stellt dies eine Abkehr von den mosaischen Gesetzen dar. Dies ist eine Gefahr für die jüdische Gemeinde: Integrität und Ansehen werden dadurch verletzt. Deshalb soll das Jüdel getötet werden – nicht einmal ein Kind wird bei einem Vergehen von der harten Bestrafung verschont. Dennoch ist Das Jüdel hinsichtlich der judenfeindlichen Darstellungen im Vergleich zu anderen Versionen der Geschichte bemerkenswert: Anders als z. B. in der Version von Gregor von Tours sind diese deutlich abgemildert. Während es bei Gregor von Tours der Vater des Judenkindes selbst ist, der es in den Backofen wirft, ist der Vater in Das Jüdel nicht dazu fähig, sein Kind zu töten. Als die anderen Mitglieder der jüdischen Gemeinde ihm befehlen, das Jüdel eigenhändig zu bestrafen, verzweifelt der Vater über den Auftrag:
| Nu gesah man nie dehæinen man als ummæzichlich chlagen. Er het sich selben nah erslagen, (235) sein vlæisch er ab den wangen brach. Zu im selben er iæmerlichen sprach: „Owe, ich vil arme, wie lutzel ich erbarme den almechtigen got. (240) Sol ich behalten ditz gebot, daz muz ich nimmer geleben.“ Er bat im ein waffen geben, ein swert oder ein mezzer. Er sprach: „mir ist bezzer, (245) daz ich mir selben tu den tot, denne ich dise ungewoenlich not an meinem chinde bege. Ê ich daz tun, ich wil ê mich selbe ze tode stechen. (250) So muze denne ein ander rechen an meinem chinde dise geschicht. Wæizgot, ich entuon sein nicht.“ | Da hatte man noch nie einen Mann so ungezügelt klagen sehen. Fast hätte er sich selbst getötet: (235) Er riss sich Fleischstücke aus den Wangen! Kläglich sprach er zu sich: „Ach, ich Ärmster! Wie wenig erbarmt sich doch meiner der allmächtige Gott. (240) Muss ich mich diesem Befehl beugen, so will ich nicht mehr leben.“ Er bat um eine Waffe, ein Schwert oder ein Messer. Er sagte: „Es ist besser für mich, (245) dass ich mir selbst den Tod gebe, als dass ich diese außerordentliche Qual meinem Kind zufüge. Bevor ich das tue, werde ich mich eher selbst erdolchen. (250) Dann soll ein anderer mein Kind für diese Ereignisse büßen lassen. Bei Gott, ich mache das nicht!“ |

Auch wenn der Vater den anderen Juden letzten Endes sogar anbietet, dass seine Diener die Strafe am Kind ausführen könnten, ist es doch beachtenswert, wie sehr er selbst leidet: Nachdem er sich selbst verletzt und klargestellt hat, dass er sein Kind nicht töten wird, verliert er den Verstand und wird ohnmächtig. Er muss von den anderen Juden betreut werden, bevor es überhaupt zu der Backofen-Bestrafung am Jüdel kommen kann.
Als der Vater erfährt, dass sein Kind das Feuer überlebt hat, eilt er umgehend zum Backofen. Nachdem das Jüdel ihm erklärt, dass er die Gottesmutter Maria ebenfalls sehen könne, wenn er sich taufen ließe, beschließt der Vater sofort, dies zu tun. Das Wunder ist so großartig, dass auch die übrigen Juden ihr Vergehen erkennen: Sie glauben nun, zuvor „nach dem túvel“ (V. 418) – also nach der Art des Teufels – gelebt zu haben, und wollen sich ebenfalls taufen lassen. Solche freiwilligen Übertritte zum Christentum, wie sie im Jüdel propagiert werden, dürften im Mittelalter dennoch rare Angelegenheiten gewesen sein und kaum etwas mit der gesellschaftlichen Wirklichkeit zu tun gehabt haben: Es gibt kaum Zeugnisse für freiwillige Konversionen zum Christentum. Die vollzogenen Massentaufen im 12. und 13. Jh. fanden hauptsächlich aufgrund des Wirkens von Gruppen, die vom Kreuzzugsgedanken erfüllt waren, statt. Diejenigen, die diese Taufen überlebten, kehrten oftmals wieder zum jüdischen Glauben zurück.
Somit stellt Das Jüdel in vieler Hinsicht eine bemerkenswerte christliche Mirakelerzählung dar.